# 570e Volksgrenadier Division
La 570e Volksgrenadier Division est une division d'infanterie de la Wehrmacht pendant la Seconde Guerre mondiale. Originaire du Wehrkreis II et mise sur pied le 25 août 1944. Peu de temps après, elle est fondue dans la 337e Volksgrenadier Division, avec des éléments survivants de la 337e division d'infanterie (anéantie en juillet 1944) et de la schattendivision Groß-Born (de). La 337e division de grenadiers est envoyée peu après sur le front de l'Est.

## Composition
- 1168e régiment de grenadiers
- 1169e régiment de grenadiers
- 1170e régiment de grenadiers
- 1570e régiment d'artillerie
- 570e bataillon de fusiliers
- 1570e régiment de chasseurs de chars
- 1570e bataillon de génie
- 1570e compagnie d'éclaireurs
- 1570e troupe de ravitaillement divisionnaire